# Логан Пол
Логан Александер Пол (англ. Logan Alexander Paul; нар. 1 квітня 1995, Вестлейк, Огайо) — американська інтернет-знаменитість, професійний реслер, відеоблогер, підприємець та актор. Він має понад 23 мільйони підписників на своєму YouTube-каналі та увійшов до списку найбільш високооплачуваних творців YouTube у 2017, 2018 та 2021 роках за версією Forbes. Пол є співзасновником компанії «Prime». З листопада 2018 року Пол також веде подкаст Impaulsive, який має понад 4 мільйони підписників на YouTube. Як реслер, він підписав контракт з WWE з червня 2022 року. Наразі виступає під брендом RAW.

## Ранні роки
Логан народився 1 квітня 1995 року у Вестлейку (штат Огайо) в родині Памели Енн Степнік (до шлюбу Мередіт) і ріелтора Ґреґорі Аллана Пола. За власними твердженнями Логана, він має англійське, ірландське, валлійське та єврейське походження. Виріс в Огайо; має молодшого брата Джейка. Пол почав створювати відео для YouTube-каналу Zoosh ще у віці 10 років.
Логан Пол навчався в Старшій школі Вестлейка. У час, коли відеоблоґер був готовий вступати до коледжу, його YouTube-канал усе ще мав скромну кількість підписників. Навчався на програмі з виробничої інженерії в Університеті Огайо до 2014 року, коли вирішив покинути університет заради повноцінної кар'єри Інтернет-артиста в Лос-Анджелесі, тоді ж він переїздить до житлового комплексу в Лос-Анджелесі разом із іншими зірками сервісу Vine. Логанові на час початку його кар'єри було всього 19 років.
Згодом Логан Пол змістив акцент на акторську діяльність — почав зніматись у телесеріалах і кінофільмах. До його телевізійного доробку входить гостьова поява в кримінальному телесеріалі «Закон і порядок: Спеціальний корпус» і роль у комедійному кінофільмі «Дивні одинаки». До його кінематографічного доробку входить антиутопічний науково-фантастичний кінофільмі «Скорочення» на платформі YouTube Red, та роль у дорослому комедійному кінофільмі «Режим польоту».
Пол перебував у центрі декількох скандалів, що стосувались його відео, найбільший із них трапився, коли відеоблоґер зафільмував тіло чоловіка, що наклав на себе руки, в Аокіґахарі (Японія). Цей вчинок зчинив шквал критики з боку відомих особистостей, політиків та інших ютуберів, а сам Логан узяв тритижневу перерву в зніманні відеороликів.

## Боксерська кар'єра
2018 року британський ді-джей KSI кинув виклик брату Логана Джейку Полу провести поєдинок за правилами аматорського боксу для визначення найкращого боксера-ютубера. В результаті перемовин 25 серпня 2018 року у Манчестері відбувся боксерський вечір, в якому взяли участь обидва брати Логан і Джейк Пол. KSI зустрівся в бою з Логаном, і їх шестираундовий поєдинок завершився нічиєю, а Джейк відбоксував з братом KSI Деджи Олатунджи і здобув перемогу, нокаутувавши суперника в п'ятому раунді шестираундового бою. Це незвичне видовище мало великий фінансовий успіх.
9 листопада 2019 року у Лос-Анджелесі відбувся другий бій між Логаном і KSI за правилами професійного боксу. Шестираундовий бій завершився перемогою KSI розділеним рішенням суддів. Гарантовані гонорари Логана і KSI за цей бій склали 900 000 доларів.
14 жовтня переміг у бою з Ділліоном Денісом по дискваліфікації.

## Кар'єра у реслінгу

### WWE (2021— дотепер)

#### Різні ворожнечі (2021—2023)
У епізоді SmackDown від 2 квітня 2021 року Пол дебютував у WWE як гість Семі Зейна на прем'єрі його документального фільму на червоній доріжці, а пізніше Зейн запросив Пола бути присутнім біля рингу — під час його матчу на Реслманії 37 проти Кевіна Оуенса. На даному шоу, після перемоги Оуенса над Зейном, Пол святкував разом з Кевіном, перш ніж той провів йому Stunner. 3 вересня в епізоді «SmackDown» Пол повернувся до WWE як спеціальний гість «Щасливого» Корбіна на розмовному «КО шоу», де Пол допоміг Корбіну у нападі на Оуенса.
21 лютого 2022 року в епізоді Raw стало відомо, що Пол буде командним партнером Міза у матчі проти Рея та Домініка Містеріо на Реслманії 38. На цьому шоу Пол і Міз перемогли Містеріо, однак після матчу Міз атакував Пола.
30 червня 2022 року Пол підписав контракт з WWE на кілька появ на заходах компанії. Опісля Пол хотів помститися за напад Мізу на Реслманії і згодом переміг його на SummerSlam. Далі Пол кинув виклик Роману Рейнсу в епізоді SmackDown від 16 вересня і вони зійшлися у двобої на Crown Jewel 5 листопада у матчі за Беззаперечне Всесвітнє чемпіонство WWE (два титули в одному). Полу не вдалося перемогти Рейнса, незважаючи на втручання друзів та рідного брата Джейка, і він зазнав першої поразки у WWE у своєму третьому матчі. Матч проти Рейнса отримав загальне визнання, а критики високо оцінили реслерські навички Пола. Спочатку повідомлялося, що під час матчу Пол отримав розрив меніска, хрестоподібної зв'язки та медіальної колатеральної зв'язки (МКЗ), однак пізніше з'ясувалося, що Пол лише розтягнув меніск та МКЗ.
28 січня 2023 року Пол повернувся після травми на шоу Royal Rumble в однойменному матчі під номером 29. Під час матчу Пол зійшовся у бою з Рикошетом, що призвело до того, що обидва чоловіки стрибнули з верхнього канату з обох боків рингу і зіткнулися один з одним у повітрі. Цей момент зібрав величезну кількість глядачів та реакцій в соціальних мережах, багато хто вважав його одним з найкращих моментів матчу. Логан продовжив бій у Рамблі з Сетом «Фрікін» Ролінсом, перш ніж буде викинутий з рингу майбутнім переможцем Коді Роудсом. 18 лютого, на шоу Elimination Chamber Пол прокрався у клітку під час однойменного матчу і коштував Ролінсу чемпіонства Сполучених Штатів, ставши таким чином лиходієм. 6 березня в епізоді Raw був призначений матч між Полом і Сетом на Реслманії 39. У перший вечір шоу Пол програв Ролінсу; на матчі також з'явився співвласник компанії Логана під назвою «Prime» — KSI, який був одягнений у пляшку напою «Prime». Як і його матч проти Рейнса роком раніше, поєдинок з Сетом також отримав високу оцінку критиків, і на той момент він був останнім матчем першого контракту Пола. Однак через тиждень Логан підписав новий багаторічний контракт з WWE. Цей контракт передбачав більше появ на шоу та матчів для Пола, а сам Пол заявляв, що хоче виграти чемпіонство WWE.
На драфті WWE 2023 року наприкінці квітня й на початку травня Пол був визнаний вільним агентом, що дозволило йому з'явилятися як на Raw, так і на SmackDown. Пол вперше з'явився після Ночі 1 Реслманії 39 в епізоді Raw 19 червня 2023 року, де оголосив, що його додано в чоловічий матч з драбинами «Money in the Bank», який відбувся на однойменному шоу. Під час матчу, в якому Пол не зміг перемогти, він і Рикошет невдало виконали Spanish Fly з верхнього каната. Це призвело до матчу на SummerSlam, де Пол переміг Рикошета, використавши кастет.

#### Чемпіон Сполучених Штатів (2023— 2024)
14 жовтня 2023 року, після перемоги над Діллоном Денісом у боксерському поєдинку на MF & DAZN: X Series 10 — The Prime Card, Пол викликав на ринг чемпіона США Рея Містеріо. 20 жовтня 2023 року в епізоді SmackDown Містеріо прийняв виклик Пола на титульний матч в рамках шоу Crown Jewel. 4 листопада, на цьому шоу Пол виграв титул чемпіона США, застосувавши кастет проти Містеріо, завоювавши таким чином свій перший чемпіонський титул в WWE. Пол вперше з'явився в якості чемпіона в епізоді SmackDown від 1 грудня, де він оголосив турнір для визначення першого претендента на його титул. Турнір виграв Кевін Оуенс. Під час матчу на Royal Rumble 27 січня 2024 року Остін Тіорі та Ґрейсон Воллер дали Полу кастет, щоб той застосував його проти Оуенса. Але замість цього сам Кевін використав його проти Пола. Однак рефері спіймав Оуенса з кастетом у руці, віддавши Полу перемогу по дискваліфікації. 16 лютого в епізоді SmackDown Пол переміг Міза у своєму першому телевізійному поєдинку в WWE, відібравшись таким чинном на чоловічий матч Elimination Chamber, мав пройти на шоу Elimination Chamber: Perth. На цьому заході він був вибитий Ренді Ортоном, але пізніше повернувся у клітку, щоб завадити йому перемогти. Під час 2-ї ночі Реслманії XL Пол успішно захистив чемпіонство США у тристоронньому матчі з Ренді Ортоном та Кевіна Оуенсом після допомоги IShowSpeed. На шоу King and Queen of the Ring Пол невдало поборовся за беззаперечне чемпіонство WWE у матчі проти Коді Роудса. Програв титул Ел Ей Найту на SummerSlam, не дивлячись на допомогу музиканта Machine Gun Kelly.